# Univerzitetni klinični center Ljubljana
Univerzitetni klinični center Ljubljana (kratica UKC) je javni zdravstveni zavod, ki »opravlja zdravstveno dejavnost na sekundarni in terciarni ravni ter izobraževalno in raziskovalno dejavnost.
Z 8359 zaposlenimi – od tega 1410 (17 %) zdravniki in zobozdravniki ter 3933 (47 %) medicinskimi sestrami – in 2138 bolniškimi posteljami je največja zdravstvena ustanova v Sloveniji in ena največjih v Srednji Evropi. Pri izobraževalno-raziskovalno dejavnosti sodeluje predvsem z Medicinsko fakulteto Univerze v Ljubljani in Zdravstveno fakulteto Univerze v Ljubljani.
Univerzitetni klinični center Ljubljana je kot »Klinični center Ljubljana« leta 1992 prejel srebrni častni znak svobode Republike Slovenije za izjemne zasluge pri obrambi svobode in uveljavljanju suverenosti Republike Slovenije.
Generalni direktor UKC je travmatolog Marko Jug, ki je mesto prevzel 12. septembra 2022 kot vršilec dolžnosti po razrešitvi Jožeta Golobiča. Ta je odstopil po pozivu ministrstva za zdravje, ki je njegovo vodenje ocenilo kot »izpod kritike« zaradi finančne izgube zavoda, številnih zamujenih rokov prenove in podaljševanja čakalnih dob. Jug je bil nato februarja 2023 imenovan kot novi direktor. Za vršilca dolžnosti strokovnega direktorja je bil marca 2023 imenovan Gregor Norčič, ki je nasledil dolgoletno strokovno direktorico, nefrologinjo Jadranko Buturović Ponikvar, po njenem odstopu iz neznanih razlogov.

## Predhodniki
- 1786: 19. junij, v Ljubljani na Ajdovščini ustanovljena prva civilna splošna bolnišnica za mesto in deželo.
- 1874: Na kirurškem oddleku izvedejo prvo operacijo v etrovi inhalacijski anasteziji.
- 1889: Na Streliški ulici zgradijo novo bolnišnico za otroke.
- 1895: Nova deželna splošna bolnišnica na Zaloški cesti začne sprejemati bolnike.
- 1919: V Ljubljani se začne študij na (še nepopolni) medicinski fakulteti.
- 1940: Konča se gradnja Šlajmarjevega doma na Zaloški cesti, ki občutno poveča število postelj.
- 1946: V prostorih nekdanje Gospodinjske šole v Šiški urejena bolnišnica dr. Petra Držaja.

## Poimenovanja ljubljanske bolnišnice skozi čas
- 1786: Civilna bolnica
- 1850-1918: Deželna civilna bolnica
- 1918-1931: Splošna bolnica v Ljubljani
- 1931-1941: Obča državna bolnica v Ljubljani
- 1941-1945: Splošna bolnica v Ljubljani
- 1945-1953: Medicinska fakulteta - Klinične bolnice v Ljubljani
- 1953-1973: Klinične bolnice v Ljubljani
- 1973-1981: Klinični center Ljubljana
- 1982-1992: Univerzitetni klinični center Ljubljana
- 1993-2006: Klinični center Ljubljana
- 2006: Univerzitetni klinični center Ljubljana

## Pomembni dogodki
- 1966: 30. junij, Skupščina SRS Slovenija je sprejela Zakon o nadaljnji izgradnji kliničnega centra v Ljubljani in za ta namen zagotovila 191 milijonov dinarjev (revalorizirano po preračunu SURS 170 milijonov evrov leta 2020)
- 1966: 13. julij, začela se je gradnja centralne stavbe.
- 1966: 1. september, letalska nesreča pri Brniku, na kraju nesreče je umrlo 80 ljudi, pet ob prevozu v bolnišnico in pet po sprejemu, poškodovani so bili oskrbljeni v Kliničnih bolnicah Ljubljana
- 1973: Klinične bolnice so se konceptualno reorganizirale in preimenovale v Klinični center Ljubljana.[8]
- 1975: 29. november, slovesna otvoritev kliničnega centra.
- 1980: 4. maj, ob 15.05 v KC je za posledicami gangrene umrl dolgoletni predsednik SFR Jugoslavije Josip Broz Tito.
- 1991: V času osamosvojitvene vojne med 27. junijem in 9. julijem so v bolnišnici oskrbeli 108 poškodb, ki so bile posledica vojnih razmer, med njimi 45 strelnih poškodb.[9]
- 1996: Preoblikovanje javnega zavoda Klinični center Ljubljana in sprejem novega statuta.
- 2006: Zavod se je preimenoval v Univerzitetni Klinični Center Ljubljana, kar poudarja njegovo vlogo izobraževanja.
- 2007: Odprti so bili Nevrološka klinika urgenca Diagnostično-terapevtske službe in heliport na strehi stavbe; prenovljena je bila Klinika za otorinolaringologijo in cervikofacialno kirurgijo.
- 2009: Odprta je bila nova Pediatrična klinika.
- 2010: Prva operacija, pri kateri je asistiral robot, na oddelku za kardiovaskularno kirurgijo.
- 2010: 27. november: Prometna nesreča na avtocesti pri Višnji gori, Reševalci so v ljubljanski Klinični center prepeljali  21 poškodovancev, dva sta zdravniško pomoč poiskala sama.[10]
- 2012: 23. avgust, Na območju Iga je okoli osme ure zjutraj strmoglavil balon z 32 osebami. Od 21 poškodovancev so jih morali 10 oživljati. Večino poškodovanih so oskrbeli v UKC Ljubljana, pet so jih prepeljali v bolnišnico Novo mesto, dva v UKC Maribor, po enega pa v celjsko in jeseniško bolnišnico.
- 2016: Odkritje, da virus Zika iz okužene matere lahko okuži možgane ploda ter da v primeru take okužbe povzroči trajno okvaro možganov in mikrocefalijo.[11]
- 2018: Rekonstrukcija nosu na podlaktu z uporabo 3D-modela.[12]
- 2018: Prva sočasna presaditev obeh pljučnih kril.[13]
- 2018: Prvi slušni vsadek v možgansko deblo.[14]
- 2019: Prva operacija tumorja z odstranitvijo dveh celotnih ledvenih vretenc.[15]
- 2020: Soočanje z epidemijo COVID-19
- 2020: Inovativna metoda pristopa za angiografijo koronarnih žil in menjavo aortne zaklopke preko ascendentne (navzgornje) aorte.[16]
- 2020: Prva presaditev pljuč pri otrocih s hkratnim potekom presaditve srca pri drugem otroku [17]
- 2022: Odkritje gena za dilatativno kardiomiopatijo, težko bolezen srčne mišice, in gen, povezan s hudimi razvojnimi nepravilnostmi živčnega sistema pri otrocih[18]

## Dostop
Večina stavb UKC se nahaja ob ljubljanski Zaloški cesti. Mimo po njej obratujejo naslednje linije javnega mestnega avtobusnega prometa št. (postajališče Klinični center): 2, 9, 11, 11B, 20, 20Z in 25.

## Organizacija
- Upravljanje in vodenje UKC Ljubljana
- Interna klinika
- Kirurška klinika
- Nevrološka klinika
- Ginekološka klinika
- Pediatrična klinika
- Stomatološka klinika
- Nepovezane samostojne klinike in klinični inštituti
- Dermatovenerološka klinika
- Klinični inštitut za kemijo in klinično biokemijo
- Služba bolniške prehrane in dietoterapije
- Klinika za infekcijske bolezni in vročinska stanja
- Klinični inštitut za medicino dela, prometa in športa
- Očesna klinika
- Klinični inštitut za radiologijo
- Klinika za otorinolaringologijo in cervikofacialno kirurgijo
- Ortopedska klinika
- Lekarna UKC Ljubljana
- Inštitut za medicinsko rehabilitacijo
- Klinika za nuklearno medicino
- Strateško upravljanje in poslovno administrativne storitve
- Reševalna postaja
- Oskrbovalne službe Univerzitetnega kliničnega centra
- Tehnično vzdrževalne službe
- Svetovalno socialna služba
- Služba za preprečevanje in obvladovanje bolnišničnih okužb

### Seznam generalnih direktorjev
| Ime                      | Mandat       | Mandat       |
| Ime                      | Začetek      | Konec        |
| ------------------------ | ------------ | ------------ |
| Marko Jug                | 2. 2. 2023   |              |
| Marko Jug, v. d.         | 12. 9. 2022  | 2. 2. 2023   |
| Jože Golobič             | 3. 12. 2021  | 11. 9. 2022  |
| Jože Golobič, v. d       | 24. 2. 2021  | 2. 12. 2022  |
| Janez Poklukar           | 1. 8. 2019   | 23. 2. 2021  |
| Teodor Žepič, v. d.      | 2. 4. 2019   | 31. 7. 2019  |
| Aleš Šabeder             | 20. 2. 2018  | 27. 3. 2019  |
| Aleš Šabeder, v. d.      | 1. 1. 2018   | 19. 2. 2018  |
| Andraž Kopač             | 10. 5. 2016  | 31. 12. 2017 |
| Brigita Čokl, v. d.      | 10. 12. 2015 | 9. 5. 2016   |
| Andrej Baričič, v. d.    | 11. 8. 2015  | 9. 12. 2015  |
| Simon Vrhunec, v. d.     | 11. 8. 2013  | 10. 8. 2015  |
| Simon Vrhunec            | 11. 8. 2009  | 10. 8. 2013  |
| Darinka Miklavčič        | 10. 8. 2005  | 10. 8. 2009  |
| Franc Hočevar, v. d.     | 25. 3. 2005  | 9. 8. 2005   |
| Franc Hočevar            | 1. 3. 2004   | 24. 3. 2005  |
| Sergej Hojker            | 16. 10. 2003 | 29. 2. 2004  |
| Primož Rode, v. d.       | 26. 9. 2003  | 15. 10. 2003 |
| Primož Rode              | 1. 8. 1991   | 25. 9. 2003  |
| Andreja Kocjančič, v. d. | 25. 6. 1991  | 31. 7. 1991  |
| Igor Križman             | 1.1.1987     | 24. 6. 1991  |
| Franc Šifkovič, v. d.    | 1.9.1986     | 30. 9. 1986  |
| Franc Šifkovič           | 1. 9. 1978   | 31. 8. 1986  |
| Zdravko Krvina           | 31.7.1974    | 31. 8. 1978  |
| Zdravko Krvina, v. d.    | 1. 3. 1974   | 30. 7. 1974  |
| Janez Zemljarič          | 15. 6. 1968  | 31. 12. 1973 |